# Azi
Azi (v staronorveščini ass pomeni bog) so v nordijski mitologiji bogovi in boginje, ki imajo utelešene naravne sile.
Po epu Edda si sledijo bogovi glede pomembnosti takole: Odin, Thor, Tyr, Balder, Bragi, Hoedr, Heimdall, Vali, Vitharr, Hoermod, Hoenir in Loki; boginje pa: Frigga, Saga, Snotra, Idun.
Vsi bogovi živijo na Asgardu.